# Kelso (Missouri)
Kelso és una població dels Estats Units a l'estat de Missouri. Segons el cens del 2000 tenia 527 habitants.

## Demografia
Segons el cens del 2000, Kelso tenia 527 habitants, 216 habitatges, i 147 famílies. La densitat de població era de 635,9 habitants per km².
Dels 216 habitatges en un 29,6% hi vivien nens de menys de 18 anys, en un 60,2% hi vivien parelles casades, en un 5,6% dones solteres, i en un 31,5% no eren unitats familiars. En el 28,2% dels habitatges hi vivien persones soles el 17,1% de les quals corresponia a persones de 65 anys o més que vivien soles. El nombre mitjà de persones vivint en cada habitatge era de 2,44 i el nombre mitjà de persones que vivien en cada família era de 3,01.
Per edats la població es repartia de la següent manera: un 25,4% tenia menys de 18 anys, un 6,6% entre 18 i 24, un 30% entre 25 i 44, un 19,4% de 45 a 60 i un 18,6% 65 anys o més.
L'edat mediana era de 38 anys. Per cada 100 dones de 18 o més anys hi havia 90,8 homes.
La renda mediana per habitatge era de 45.294 $ i la renda mediana per família de 51.719 $. Els homes tenien una renda mediana de 37.500 $ mentre que les dones 21.518 $. La renda per capita de la població era de 19.099 $. Cap de les famílies i l'1,6% de la població estaven per davall del llindar de pobresa.

## Poblacions més properes
El següent diagrama mostra les poblacions més properes.